# Заева-Бурдонская, Елена Анатольевна
Елена Анатольевна Заева-Бурдонская (род. 24 мая 1962 года) — российский ученый, член-корреспондент РАХ (2023).

## Биография
Дизайнер, искусствовед.
Родилась 24 мая 1962 года. Живёт и работает в Москве.
В 1981 году — окончила Московский издательско-полиграфический колледж имени Ивана Фёдорова по специальности «Техническое редактирование книг и журналов», в 1987 году — окончила кафедра «Художественное конструирование» Московского высшего художественно-промышленного училища (в настоящее время — РГХПУ имени С. Г. Строганова).
В 1991 году — защитила кандидатскую диссертацию в области искусствоведения.
В 2008 году — присвоено учёное звание профессора.
С 1995 года — ведет педагогическую деятельность в Российском государственном художественно-промышленном университете имени С. Г. Строганова: преподаватель, с 1997 года — заведующая кафедрой средового дизайна, с 2008 года — профессор.
С 1997 года — член Международной общественной ассоциации «Союз дизайнеров», с 2002 года — член Союза художников России, с 2010 года — член Союза дизайнеров России, с 2019 года — член Творческого союза художников России.
В 2022 году — избрана членом-корреспондентом Российской академии естественных наук (РАЕН).
В 2023 году — избрана членом-корреспондентом Российской академии художеств от Отделения дизайна.

## Научная и общественная деятельность
Автор и соавтор монографий:
- «Формообразование в дизайне среды. Метод стилизации» (Соавтор С. В. Курасов. М.: МГХПУ им. С. Г. Строганова, 2008 г.);
- «Мир дворянской усадьбы Смоленщины. Проектная традиция XVIII — начала XX веков» (Соавтор М. В. Моисеенко. М.: ВНИИТЭ, 2010 г.);
- «Эмиль Галле. Апокриф и канон стиля» (М.: ВНИИТЭ, 2010 г.);
- «Строгановка: 190 лет русского дизайна» (Науч. ред. А. Н. Лаврентьев. Соавторы С. В. Курасов, А. В. Сазиков. М.: Русскiй Мiр, 2015 г.);
- «Научно-методический опыт проектирования в дизайне среды» (Соавторы: Ю. В. Назаров, Е. И. Рузова, Г. З. Спектор, В. И. Ампилов и др. М.: МГХПА им. С. Г. Строганова, 2018 г.).

Автор статей:
- «Стилизация в дизайне среды» («Декоративное искусство и предметно-пространственная среда. Вестник МГХПА», 2012 г. — № 2/2);
- «Conceptual tradition in the making of Émile Gallé's project art» (Art and Literature Scientific and Analytical Journal. «Texts»,Bruxelles, 2014 г. — № 3);
- «Эмиль Галле и его школа в формировании проектной традиции ХХ столетия» («Дизайн и технологии», № 69 (111). — М.: РГУ им. А. Н. Косыгина, 2019 г.);
- «Lighting Design: Facets of a Single Phenomenon» (Journal of Physics: Conference Series. Volume 1828, 2021 г.);
- «Interactive design as a model of creative communication. The WATT mobile app in the „Sensitive City“ system». Session 7: Computer Graphics and Proceedings of the 31st International Conference on Computer Graphics and Vision (соавтор E. Хусанбаева. Нижний Новгород, 2021 г.).

Участник выставок с 2006 года, в том числе Международная выставка «Росупак’06» в МВЦ «Крокус Экспо» (Москва, 2006 год), «Рождество на Беговой. Религиозные сюжеты в творчестве современных художников» в выставочном зале МОСХ «На Беговой» (Москва 2007 год), «Строгановцы 2008» в выставочном зале «Выхино» (Москва, 2008 год), «Строгановские традиции» в выставочном зале «Тушино» (Москва, 2008—2010 годы), «Шаболовский кластер: мечты, идеи, проекты» в галерее «На Шаболовке» и Центре авангарда библиотеки «Просвещение» (Москва, 2015 год), «Взгляд на Восток» в выставочном зале МГХПА имени С. Г. Строганова (2016 год), «Даешь Konstrucтивизм!» в «Доме-коммуне» (Москва, 2021 год), «ВХУТЕМАС 100. Школа авангарда» в Музее Москвы (2021 год), Международная выставка-конкурс «Учителя и ученики» в ГБОУ «Воробьевы горы» (Москва, 2019—2022 годы).
С 2013 года — член комиссии по присуждению Премии Правительства Москвы в области литературы и искусства, с 2019 года — член редколлегии журнала «Светотехника/Light&Engineering».

## Награды
- Почётный работник высшего профессионального образования Российской Федерации (2010)
- приз конкурса «Российская Виктория» СД России: номинация «Дизайн-педагогика» (2010) и номинация «Дизайн-теория» (2015)
- Лауреат Премии Москвы в области литературы и искусства (2011)[1]
- Ветеран труда (2017)
- звание «Автор года» журнала «Светотехника/Light&Engineering» (2019)
- памятная медаль "За бескорыстный вклад в организацию Общероссийской акции взаимопомощи «#МыВместе» (2020)
- Благодарственное письмо Министра культуры Российской Федерации «За организацию образовательного процесса в условиях распространения новой коронавирусной инфекции» (2020)